# 103966 Luni
103966 Luni è un asteroide della fascia principale. Scoperto nel 2000, presenta un'orbita caratterizzata da un semiasse maggiore pari a 2,3868532 UA e da un'eccentricità di 0,1264428, inclinata di 3,47875° rispetto all'eclittica.